# Коєнцин
Коєнцин (пол. Kojęcin, нім. Baumgarten) — село в Польщі, у гміні Борув Стшелінського повіту Нижньосілезького воєводства.
Населення — 122 особи (2011).
У 1975-1998 роках село належало до Вроцлавського воєводства.

## Демографія
Демографічна структура станом на 31 березня 2011 року:
|          | Загалом | Допрацездатний вік | Працездатний вік | Постпрацездатний вік |
| -------- | ------- | ------------------ | ---------------- | -------------------- |
| Чоловіки | 59      | 14                 | 42               | 3                    |
| Жінки    | 63      | 15                 | 33               | 15                   |
| Разом    | 122     | 29                 | 75               | 18                   |